# Будинок поміщика Козельського
Будинок поміщика Козельського — двоповерхова будівля, зведена не пізніше 1874 року, перебуває на балансі ВП «Кременчуцьке будівельно-монтажне експлуатаційне управління» регіональної філії «Південна залізниця» ПАТ «Українська залізниця».

## Історія
Перші залізничні лінії були побудовані в XIX столітті; вже в 1869 р. у Полтавській губернії почала діяти перша залізнична дільниця, котра з'єднала Кременчук з Єлисаветградом (нині м. Кропивницький) і Балтою, а також станція Крюків-на-Дніпрі з усім станційним господарством. 
У 1870–1871 рр. були прокладені залізничні лінії Кременчук -Полтава, Полтава - Харків, а в 1872 році, після введення в експлуатацію мосту через Дніпро та закінчення будівництва з'єднувальної дільниці Крюків — Кременчук, залізничне сполучення зв'язало Харків із Причорномор’ям, Одесою і Миколаєвом, і місто увійшло в систему залізничних шляхів імперії. Був збудований прекрасний вокзал, депо та інші необхідні для діяльності залізниці об'єкти та управлінські структури. 
В "Справочной адресной книжке города Кременчуга на 1875 год" вказано, що Управління Харківсько-Миколаївської залізниці у Кременчуці знаходилося по вул. Катериненській у будинку Козельського (на 1894 рік за цією адресою вказаний уже інший власник будинку – Титаренко). У цьому будинку деякий час знаходилася і Служба контролю ХМЗ. Можна зробити висновок, що залізниця досить тривалий час орендувала цей будинок для офісних приміщень, а також для службових квартир залізничників.
Після революції 1917 року та закінчення громадянської війни абсолютна більшість будівель залізниці, у тому числі й будинок Управління ХМЗ, залишилися у підпорядкуванні Наркомату, а потім Міністерства шляхів сполучення. 
Згідно із спогадами учасників Другої світової війни та старожилів, саме над цим будинком у ніч на 29 вересня 1943 року, перед головним штурмом, група радянських розвідників Першого механізованого корпусу підняла імпровізований червоний прапор як символ прийдешнього звільнення від нацистів. Під час боїв війни будівля обгоріла і була частково зруйнована; ретельно, з максимальним збереженням первісного вигляду, відбудована у 1949 році, про що свідчать дата над балконом і стара фотографія 1917 року.
У 1946 року за наказом Міністерства Шляхів Сполучення № 652 було створене Полтавське відділення Південної залізниці, яке існувало до реорганізації структури залізничного транспорту України.

## Опис
Будинок Козельського (Управління Харківсько-Миколаївської залізниці) складається із двох крил, розташованих відносно одне одного під тупим кутом, повторюючи лінії вулиці Соборної та проспекту Свободи. У центральній частині –  місці з’єднання – ріг будівлі зрізаний, на другому поверсі балкон, вгорі дугоподібний аттик. Будинок цегляний, потинькований, пофарбований, з високим цоколем (при будівництві з напівпідвалом). Композиція симетрична. Площини стін розділені пілястрами, нижні частини яких на всю висоту першого поверху декоровані дощатим рустом.  Вгорі по периметру  виносні карнизи, між якими на широкій білій смузі декор у вигляді глухих круглих вікон. Між поверхами горизонтальна тяга. Віконні отвори на другому поверсі центрального ризаліту арочні, решта прямокутні, з наличниками. Вікна першого поверху почергово лучкові із замками та прямокутні, з простими наличниками. Під вікнами обох поверхів фільонки. Дверний проріз першого поверху прямокутний, балконний – арочний.
Колишній будинок Козельського (будівля Управління Харківсько-Миколаївської залізниці) є характерним для Кременчука зразком забудови останньої чверті ХІХ ст. і одним із небагатьох уцілілих у полум’ї Другої світової війни, котрі відбудовані із максимальним збереженням початкового вигляду. У 1995 р. рішенням 9-ї сесії міської ради народних депутатів затверджена охоронна зона будівлі як пам’ятки архітектурної спадщини.